# 江ノ島電気鉄道200形電車
江ノ島電気鉄道200形電車（えのしまでんきてつどう200がたでんしゃ）は、1949年（昭和24年）に江ノ島電気鉄道（現・江ノ島電鉄）が導入した電車（制御電動車）である。太平洋戦争終戦後の混乱期において、輸送力増強を目的に当時余剰となっていた納涼電車用の車体と中古電装品を組み合わせて計2両が導入された。
導入後、うち1両が車体を東京都交通局（東京都電）から譲り受けた中古車体に換装され、1955年（昭和30年）には同じく東京都電譲受の中古車体に換装された他形式1両と2両永久連結の「連結車」に改造された。その後、連結車となった2両は1968年（昭和43年）に連接車に再改造され、既存形式である300形に編入、1991年（平成3年）まで運用された。
以下、本項では200形のルーツとなった納涼電車の概要から連接車化改造までの動向について詳述する。

## 納涼電車の導入経緯
江ノ島電気鉄道（以下「江ノ電」で統一）においては、2軸ボギー車である100形の導入によって1931年（昭和6年）より従来型の小型4輪単車である1形の代替を進めていたが、余剰となった4輪単車のうち5両が同年7月に納涼電車に改造された。同5両は従来の木造車体を廃棄して新たに新造された半鋼製の納涼電車としての専用車体に換装され、4輪単車としては最末期まで残存したが、これらの代替を目的として1936年（昭和11年）に新製されたのが、本項にて取り上げる2代目の納涼電車である。
4輪単車の初代納涼電車は前面・側面とも窓枠および窓ガラスを省略して腰板部より上部を開放構造としており、5両中3両（1 - 3、車番はいずれも2代）はシーズンオフの運用を考慮して、屋根部を鋼板張りとして夏季以外は着脱式の窓枠を装着可能な構造となっていたが、残る2両（11・12）は完全な夏季専用車両として設計・製造され、屋根部は天幕張り構造であった。2代目納涼電車はこの後者の設計を踏襲し、2両が日本鉄道自動車（現・東洋工機）において新製された。
新造された車体は半鋼製のボギー構造で、全長は11,400 mmと、100形106 - 110の全長11,600 mmと近似した設計となっている。天幕張り構造の屋根部・鉄パイプで構成された開放的な2枚折扉・腰板部の上半分に網目状の細かな穴を設けた構造など、基本的な設計は前述の通り4輪単車11・12を踏襲しているが、前後妻面中央部の運転台部分にのみ常設の窓枠が設置された点が異なり、前面窓上部には行先表示窓が設置されている。前後妻面の左右には隅柱を設け、前後2箇所に設けられた客用扉間にも屋根部を支持する計7本の柱を均等配置し、側面の各柱下部には保護棒が2本設けられている。
また、この2代目納涼電車は、運用期間が夏季に限定されることを踏まえて専用の台車・主要機器を用意せず、既存の在籍車両のうち100形111・112との主要機器・台車の共用を前提として車体のみが新造されたことが最大の特徴である。車両番号（車番）も主要機器共有先と同じく111・112と付番されたが、別途111が「金波号」、112が「銀波号」とそれぞれ愛称が付与されている。

## 導入後の変遷
前述の通り、納涼電車は夏季のみ100形111・112から主要機器・台車を移設して運用された。1938年（昭和13年）に100形113・114（車番はいずれも初代）が導入されると、主要機器共有先は同2両に変更され、納涼電車の車体の車番標記も113・114と変更された。その後、太平洋戦争激化による戦時体制への移行に伴って納涼電車の運行機会はなくなり、2両の車体は極楽寺検車区の庫内にて保管された。

### 納涼電車の一般車への改造
太平洋戦争終戦後、買い出し客の急増などによる輸送事情の逼迫に直面した江ノ電は、用途を失って保管中であった納涼電車を一般車へ改造して輸送力改善に供することとした。納涼電車2両の車体は東京横浜製作所（後の東急車輛製造）にて改造が施工されて1949年（昭和24年）に竣功、200形201・202（201は初代）の形式および車番が付与された。
施工内容は前面および側面の開口部に窓枠・窓ガラスを新設し、客用扉を一般的な2枚折扉に交換した程度の軽微な内容に留まり、竣功当初は腰板部の網目処理もそのままとされたが、これは1951年（昭和26年）7月に埋込撤去されている。側面窓枠は7本存在する構体柱の間へ各2枚、計12枚設置され、客用扉と妻面との間にも狭幅の窓を新設、側面窓配置は1 D 2 2 2 2 2 2 D 1（D：客用扉、各数値は側窓の枚数）となった。
主要機器は201（初代）が過去に機器を共用した100形111の廃車発生品を、202が静岡鉄道より購入した中古品をそれぞれ搭載した。台車は201（初代）がブリル76E2、202が日本車輌製造製のA形と称する台車をそれぞれ装着する。

### 車体換装
201（初代）・202は一般車へ改造されたとはいえ、前述の通り基本的な構造は納涼電車当時と比較して大きな変化はなく、応急的な改造車に過ぎなかった。そのため、構体設計の脆弱性の問題から早期の代替が計画され、まず202が1954年（昭和29年）6月22日付で車体換装による更新が実施された。換装された車体は東京都交通局より購入した中古車体で、車体新造による更新に伴って不要となった都電170形174の車体を譲り受けたものである。
導入に際しては、前照灯の屋根上への移設のほか、前面中央窓と戸袋窓を除く窓枠が従来の1枚窓構造から2段上昇式の2枚窓構造に改造された。集電装置は都電在籍当時のビューゲルからトロリーポールに換装されている。
残る201（初代）は車体換装の対象となることなく継続運用されたのち、1956年（昭和31年）6月25日付で連接車500形（初代）501編成の新造に際して名義上の種車となって事実上廃車となり、納涼電車の改造車は消滅した。なお、不要となった201（初代）の車体は上田丸子電鉄（後の上田交通）へ譲渡され、大改造の上で付随車サハ20形28として導入された。また、201（初代）が装着した台車は501編成の両端台車として転用された。

### 連結車化改造から連接車への再改造まで
江ノ電（当時は「江ノ島鎌倉観光」と社名改称）においては、輸送力増強および列車の続行運転解消による運転保安度向上を目的として、1950年代半ば頃より従来は単行での運行のみであった列車の2両編成化を計画した。この際、2両編成化改造の試作車として2両永久連結車と2車体3台車構造の連接車を各1編成導入することとなり、その種車として、江ノ電入線から日が浅く、かつ4両（112・2代目113・2代目114・202）という必要な種車の数と同一両数が在籍した元都電車体流用車グループが選定された。
試作車への改造は連結車が先行して施工され、202が112とともに種車となり、1955年（昭和30年）10月31日付認可・翌1956年（昭和31年）1月1日より営業運転を開始した。車体関連では202・112とも連結面となる側の妻面の運転台を完全撤去して客室化し、妻面に貫通路と貫通幌を新設した程度の軽微な改造に留まった。一方、主要機器には手を加えられ、編成化に伴う総括制御の必要性から従来の直接制御仕様から江ノ電初の電動カム軸式制御装置による間接自動進段制御仕様に改められている。また、202は100形115と台車交換を行いブリル76E2に換装されて112と統一され、トロリーポールについても各車の連結面となる側のものを撤去し、1両あたり1基搭載となった。なお、202は都電170形の車体流用車であるのに対して、112は都電150形の車体流用車であり、幕板部の寸法や屋根部の形状をはじめ、妻面隅柱部の面取りの有無・丸妻形状の妻面の曲率など、各部に種車の相違に起因する差異が存在した。この差異は後年連接車へ再改造された際にも手を加えられることなく存置され、不揃いな外観が同2両の特徴ともなった。
連結車の竣功からやや遅れて、1956年（昭和31年）4月6日付で113・114（ともに2代）を種車とする連接車が竣功、300形301編成となった。同2両は202・112とは異なり、いずれも都電150形の車体流用車であり、外観上の差異は存在しない。
なお、連結車112-202編成・連接車301編成とも改造施工は東洋電機製造および東洋工機が担当した。
この試作車2編成を用いた検討結果については、主に「2編成による比較の結果連接車の優位性が証明され、以降連接車の増備が決定した」と説明される。しかし、江ノ電OBで元鉄道部長の代田良春は、試作車301編成の導入からわずか3か月後には新造連接車である500形（初代）が導入されていることなどを根拠としてこの通説に疑問を呈し、「連接車の本格採用は当初からの決定事項であり、連結車は江ノ電社内の技術担当以外の関係者にも連接車の優位性を証明するための当て馬ではなかったか」と推測している。
連結車への改造後、112は前述した201（初代）が事実上廃車となったことを受けて201（2代）と改番され、連結車は車番が200番台で統一された。なお、両車の連結面の貫通路は急曲線区間の走行時に偏倚が過大となり通行に危険な状態となるため運用開始後間もなく閉鎖され、貫通幌も常時折り畳んだ状態で運用された。1958年（昭和33年）には、100形106・109の300形304編成への改造に際して201（2代）・202との間で台車交換が実施され、従来装着したブリル76E2を100形106・109へ供出し、同2両が従来装着した新潟鉄工所NDE-1台車へ交換されている。
その後、201（2代）・202は1968年（昭和43年）に東急車輛製造において連接車への再改造が施工されて同年12月に竣功、306編成 (306-356) と改番の上で300形へ編入された。同2両は経年による老朽化が進行していたこともあって同時に大規模な車体改修が行われ、構体のノーシル・ノーヘッダー化・客用扉の移設および1,100 mm幅へ拡幅・前照灯のシールドビーム2灯化および腰板部への移設・前面中央窓上への行先表示窓の新設など多岐にわたる改造が施工された。
再改造後は他の連接車各形式とともに運用されたが、車体の老朽化が著しくなったことから新型車両導入に伴う代替対象となって1991年（平成3年）4月21日付で除籍され、江ノ電保有の連接車として初の廃車事例となった。廃車後は2両とも解体処分され、現存しない。